# Cornelius Bartholomaei
Cornelius Bartholomaei (17de eeuw) was een Zuid-Nederlands Neolatijns schrijver en monnik.

## Levensloop
Cornelius was regulier kanunnik in de Brugse Eekhoutabdij.
Hij was onder meer bevriend met Philippus Jennyn.

## Publicaties
- Pondus sanctuarii, quo explorata, leviora ostenduntur argumenta, quae continet libra Joannis Caramuelli Lobkowitzi (...), 1651.